# 戦極の乱2009
戦極の乱2009（せんごくのらん2009）は、日本の総合格闘技団体「戦極」の大会の一つ。2009年1月4日、埼玉県さいたま市のさいたまスーパーアリーナで開催された。

## 大会概要
戦極ミドル級およびライト級チャンピオンシップが行われ、どちらもグランプリシリーズ優勝者が王座を獲得した。
EliteXC・Cage Rage世界ヘビー級王者アントニオ・シウバ、キャリア15戦全勝のデイブ・ハーマンが戦極デビュー。

## 試合結果

### オープニングファイト
第1試合 ライトヘビー級ワンマッチ 5分3R
○  入江秀忠 vs.  加藤実 ×
2R 4:21 TKO（レフェリーストップ：マウントパンチ）
第2試合 ライト級ワンマッチ 5分3R
○  マキシモ・ブランコ vs.  井上誠午 ×
1R 0:38 TKO（レフェリーストップ：踏みつけ）

### 本戦カード
第1試合 ヘビー級ワンマッチ 5分3R
○  チェ・ムベ vs.  デイブ・ハーマン ×
2R 2:22 TKO（レフェリーストップ：スタンドパンチ連打）
第2試合 ライト級ワンマッチ 5分3R
○  光岡映二 vs.  セルゲイ・ゴリアエフ ×
1R 4:22 腕ひしぎ十字固め
第3試合 ヘビー級ワンマッチ 5分3R
○  アントニオ・シウバ vs.  中尾"KISS"芳広 ×
1R 1:42 TKO（レフェリーストップ：左膝の負傷）
第4試合 ライトヘビー級ワンマッチ 5分3R
○  キング・モー vs.  内藤征弥 ×
1R 3:54 TKO（レフェリーストップ：パウンド）
第5試合 ライトヘビー級ワンマッチ 5分3R
○  菊田早苗 vs.  吉田秀彦 ×
3R終了 判定2-1
第6試合 戦極ミドル級チャンピオンシップ 5分5R
○  ジョルジ・サンチアゴ vs.  三崎和雄 ×
5R 3:26 TKO（レフェリーストップ：チョークスリーパー）
※サンチアゴが王座獲得に成功。
第7試合 戦極ライト級チャンピオンシップ 5分5R
○  北岡悟 vs.  五味隆典 ×
1R 1:41 アキレス腱固め
※北岡が王座獲得に成功。